# Шуттервальд
Шуттервальд (нем. Schutterwald) — община в Германии, в земле Баден-Вюртемберг.
Подчиняется административному округу Фрайбург. Входит в состав района Ортенау. Население составляет 7173 человека (на 31 декабря 2010 года). Занимает площадь 21,03 км².

## Города-побратимы
- Сен-Дени-ле-Бур (Франция, с 1988)